# Wołodymyr Saluk
Wołodymyr Wołodymyrowycz Saluk, ukr. Володимир Володимирович Салюк (ur. 25 czerwca 2002 w Odessie) – ukraiński piłkarz, grający na pozycji obrońcy.

## Kariera piłkarska

### Kariera klubowa
Wychowanek klubu Czornomoreć Odessa, Szkoły Sportowej nr 11 oraz klubu Atłetyk Odessa, barwy których bronił w juniorskich mistrzostwach Ukrainy (DJuFL). 19 marca 2021 roku rozpoczął karierę piłkarską w drużynie Bałkany Zoria w meczu przeciwko FK Nikopol. 21 lipca 2022 dołączył do Czornomorca Odessa, a 23 sierpnia debiutował w Premier-lidze w składzie odeskiej drużynie w meczu pierwszej kolejki z Weresem Równe.

### Kariera reprezentacyjna
Od 2023 bronił barw młodzieżówki.

## Sukcesy i odznaczenia

### Sukcesy reprezentacyjne
Ukraina U-21
- brązowy medalista Mistrzostw Europy U-21: 2023